# اوجینیو کورینی
اوجینیو کورینی (ایتالیایی: Eugenio Corini؛ زادهٔ ۳۰ ژوئیهٔ ۱۹۷۰) بازیکن سابق و مربی فوتبال اهل ایتالیا است.
از باشگاه‌هایی که در آن بازی کرده‌است می‌توان به باشگاه فوتبال ناپولی، باشگاه فوتبال یوونتوس، باشگاه فوتبال هلاس ورونا، باشگاه فوتبال برشا، باشگاه فوتبال تورینو، باشگاه فوتبال کیه‌وو ورونا، باشگاه فوتبال سمپدوریا، باشگاه فوتبال پیاچنزا، و باشگاه فوتبال پالرمو اشاره کرد.
وی همچنین در تیم ملی فوتبال زیر ۲۱ سال ایتالیا بازی کرده‌است.